# Alessandro Pier Guidi

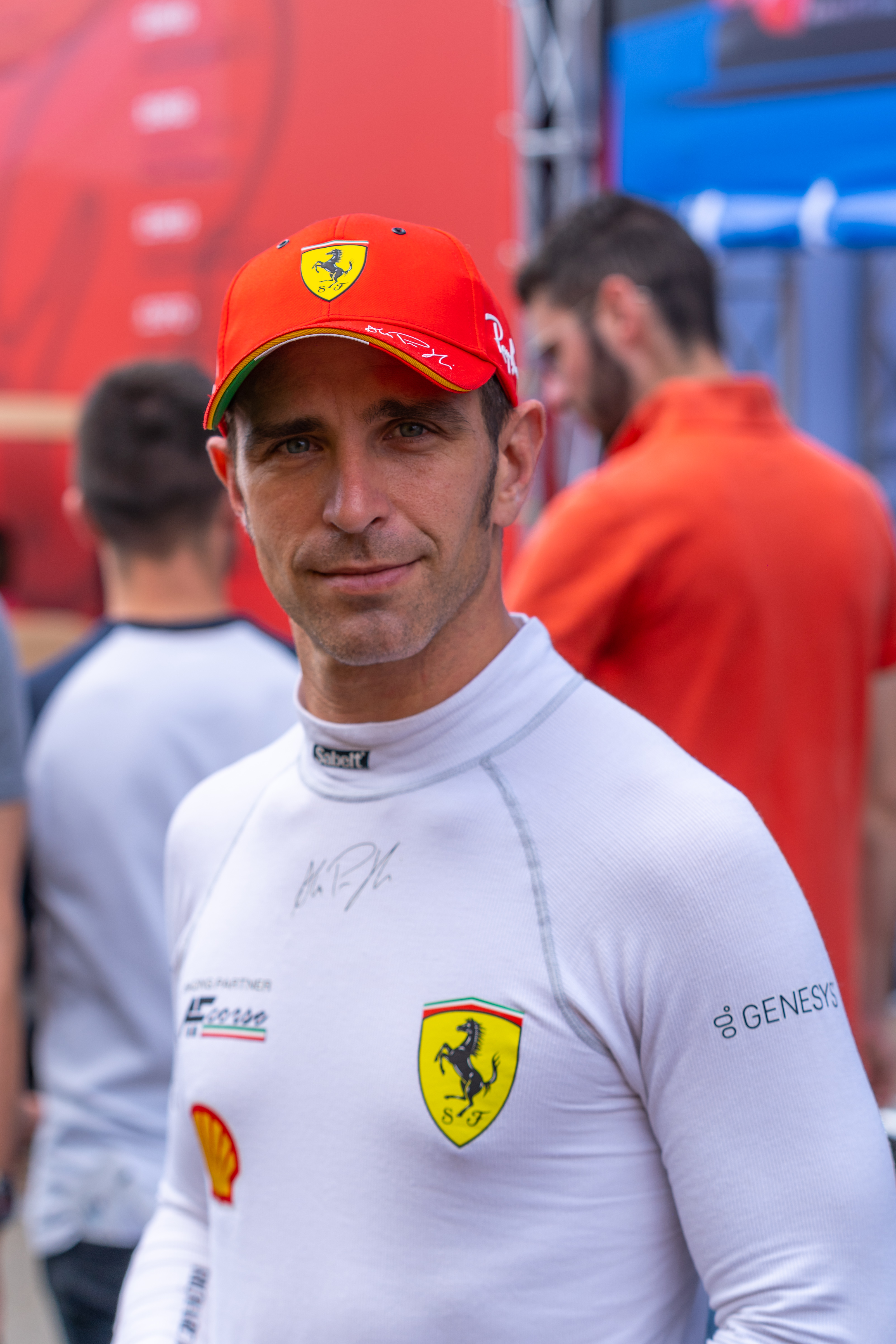
Alessandro Pier Guidi 2023 in Le Mans

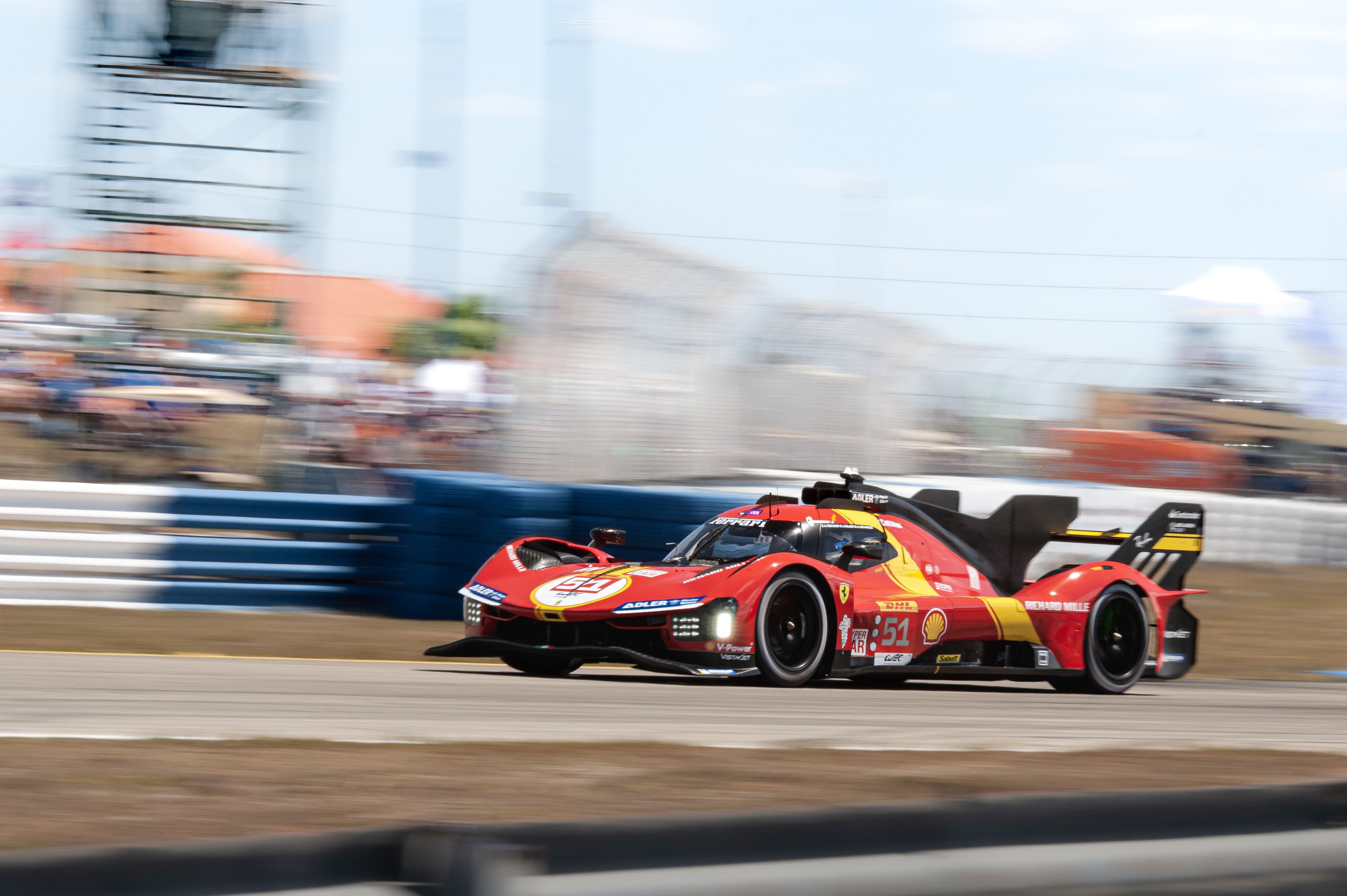
Der von Alessandro Pier Guidi beim 1000-Meilen-Rennen von Sebring 2023 gefahrene Ferrari 499P

Alessandro Pier Guidi (* 18. Dezember 1983 in Tortona) ist ein italienischer Rennfahrer.

## Karriere
Pier Guidi begann seine Motorsportkarriere im Kartsport und war bis 2001 in dieser Sportart aktiv. Unter anderem gewann er 1997 die italienische ICA-Kartmeisterschaft. 2002 wechselte er in den Formelsport und wurde 18. in der italienischen Formel Renault. Nach einer längeren Pause kehrte Pier Guidi 2005 in den Motorsport zurück und trat in GT-Rennserien an. Er wurde Dritter in der spanischen GT-Meisterschaft und gewann die GT2-Wertung der italienischen GT-Meisterschaft. 2006 kehrte er mit vier Starts in der F3000 International Masters zurück in den Formelsport und belegte mit einem dritten Platz als bestes Ergebnis den 14. Gesamtrang. Außerdem nahm er an einem Rennen der FIA-GT-Meisterschaft teil und wurde Dritter in der spanischen GT-Meisterschaft, Vierter in der International GT Open und Neunter in der GT2-Wertung der italienischen GT-Meisterschaft.
Nachdem er im Winter 2006/2007 für das italienische A1GP-Team an den ersten vier Rennen teilgenommen hatte, trat er 2007 in der FIA-GT-Meisterschaft an und wurde mit einer Pole-Position Neunter in der GT1-Wertung. Außerdem nahm er an einem Rennen der International GT Open teil. 2008 trat Pier Guidi nur zu einem Rennen der FIA-GT-Meisterschaft an und beendete die Saison auf dem 21. Platz. Sein Hauptaugenmerk lag in dieser Saison jedoch auf der neuen Rennserie Superleague Formula. Er startete für das von der Scuderia Playteam betreute Team von Galatasaray Istanbul. Mit drei dritten Plätzen als beste Resultate beendete sein Team die Saison auf dem achten Platz in der Meisterschaft. 2009 kehrte Pier Guidi wieder in die FIA-GT-Meisterschaft zurück. Zusammen mit Matteo Bobbi gewann er ein Rennen in Zolder. Die GT1-Wertung beendete er auf dem achten Platz.
2010 trat Pier Guidi in der neuen FIA-GT1-Weltmeisterschaft zu acht Rennen an und beendete die Saison auf dem 38. Platz in der Fahrerwertung. Sein bestes Ergebnis war ein zweiter Platz, den er zusammen mit Nico Verdonck in Los Arcos erzielte. Außerdem nahm er an zwei Rennen des GT4 Europacups teil und entschied beide für sich. In der Fahrerwertung wurde er Achter. In der europäischen Trofeo Maserati wurde er mit zwei Siegen bei drei Starts Neunter im Gesamtklassement.

## Statistik

### Karrierestationen
- 2002: Italienische Formel Renault (Platz 18)
- 2005: Italienische GT-Meisterschaft, GT2-Wertung (Meister); spanische GT-Meisterschaft (Platz 3)
- 2006: F3000 International Masters (Platz 14); spanische GT-Meisterschaft (Platz 3); International GT Open (Platz 4); italienische GT-Meisterschaft, GT2-Wertung (Platz 9); FIA-GT-Meisterschaft
- 2007: FIA-GT-Meisterschaft, GT1-Wertung (Platz 9); A1 Grand Prix; International GT Open
- 2008: Superleague Formula (Platz 8); FIA-GT-Meisterschaft, GT1-Wertung (Platz 21)
- 2009: FIA-GT-Meisterschaft (Platz 8)
- 2010: FIA-GT1-Weltmeisterschaft (Platz 38); GT4 Europacup (Platz 8); europäische Trofeo Maserati (Platz 9)

### Le-Mans-Ergebnisse
| Jahr | Team             | Fahrzeug            | Teamkollege        | Teamkollege  | Platzierung             | Ausfallgrund |
| ---- | ---------------- | ------------------- | ------------------ | ------------ | ----------------------- | ------------ |
| 2016 | AF Corse         | Ferrari 488 GTE     | Gianmaria Bruni    | James Calado | Ausfall                 | Motorschaden |
| 2017 | AF Corse         | Ferrari 488 GTE     | Michele Rugolo     | James Calado | Rang 46                 |              |
| 2018 | AF Corse         | Ferrari 488 GTE     | Daniel Serra       | James Calado | Rang 22                 |              |
| 2019 | AF Corse         | Ferrari 488 GTE Evo | Daniel Serra       | James Calado | Rang 20 und Klassensieg |              |
| 2020 | AF Corse         | Ferrari 488 GTE Evo | Daniel Serra       | James Calado | Rang 21                 |              |
| 2021 | AF Corse         | Ferrari 488 GTE Evo | Côme Ledogar       | James Calado | Rang 20 und Klassensieg |              |
| 2022 | AF Corse         | Ferrari 488 GTE Evo | Daniel Serra       | James Calado | Rang 29                 |              |
| 2023 | Ferrari AF Corse | Ferrari 499P        | Antonio Giovinazzi | James Calado | Gesamtsieg              |              |
| 2024 | Ferrari AF Corse | Ferrari 499P        | Antonio Giovinazzi | James Calado | Rang 3                  |              |
| 2025 | Ferrari AF Corse | Ferrari 499P        | Antonio Giovinazzi | James Calado | Rang 3                  |              |

### Sebring-Ergebnisse
| Jahr | Team              | Fahrzeug        | Teamkollege  | Teamkollege      | Platzierung | Ausfallgrund |
| ---- | ----------------- | --------------- | ------------ | ---------------- | ----------- | ------------ |
| 2016 | Scuderia Corsa    | Ferrari 488 GTE | Daniel Serra | Andrea Bertolini | Rang 17     |              |
| 2018 | Risi Competizione | Ferrari 488 GTE | James Calado | Toni Vilander    | Rang 14     |              |
| 2025 | AF Corse          | Ferrari 296 GT3 | Simon Mann   | Lilou Wadoux     | Ausfall     | Motorschaden |

### Einzelergebnisse in der FIA-Langstrecken-Weltmeisterschaft
| Saison  | Team             | Rennwagen          | 1   | 2   | 3   | 4   | 5   | 6   | 7   | 8   | 9   |
| ------- | ---------------- | ------------------ | --- | --- | --- | --- | --- | --- | --- | --- | --- |
| 2014    | AF Corse         | Ferrari 458 Italia | SIL | SPA | LEM | AUS | FUJ | SHA | BAH | SAO |     |
| 2014    | AF Corse         | Ferrari 458 Italia |     |     |     |     |     |     | 23  | 21  |     |
| 2016    | AF Corse         | Ferrari 488 GTE    | SIL | SPA | LEM | NÜR | MEX | AUS | FUJ | SHA | BAH |
| 2016    | AF Corse         | Ferrari 488 GTE    | DNF |     |     |     |     |     |     |     |     |
| 2017    | AF Corse         | Ferrari 488 GTE    | SIL | SPA | LEM | NÜR | MEX | AUS | FUJ | SHA | BAH |
| 2017    | AF Corse         | Ferrari 488 GTE    | 14  | 18  | 46  | 15  | 19  | 13  | 11  | 16  | 15  |
| 2018/19 | AF Corse         | Ferrari 488 GTE    | SPA | LEM | SIL | FUJ | SHA | SEB | SPA | LEM |     |
| 2018/19 | AF Corse         | Ferrari 488 GTE    | 27  | 22  | 11  | 14  | 13  | 13  | 16  | 20  |     |
| 2019/20 | AF Corse         | Ferrari 488 GTE    | SIL | FUJ | SHA | BAH | AUS | SPA | LEM | BAH |     |
| 2019/20 | AF Corse         | Ferrari 488 GTE    | 16  | 16  | 13  | 16  | 15  | 12  | 21  |     |     |
| 2021    | AF Corse         | Ferrari 488 GTE    | SPA | POR | MON | LEM | BAH | BAH |     |     |     |
| 2021    | AF Corse         | Ferrari 488 GTE    | 16  | 14  | 16  | 20  | 15  | 15  |     |     |     |
| 2022    | AF Corse         | Ferrari 488 GTE    | SEB | SPA | LEM | MON | FUJ | BAH |     |     |     |
| 2022    | AF Corse         | Ferrari 488 GTE    | 20  | 11  | 29  | 17  | 17  | 21  |     |     |     |
| 2023    | Ferrari AF Corse | Ferrari 499P       | SEB | POR | SPA | LEM | MON | FUJ | BAH |     |     |
| 2023    | Ferrari AF Corse | Ferrari 499P       | 15  | 6   | 3   | 1   | 5   | 5   | 6   |     |     |
| 2024    | Ferrari AF Corse | Ferrari 499P       | KAT | IMO | SPA | LEM | SAO | AUS | FUJ | BAH |     |
| 2024    | Ferrari AF Corse | Ferrari 499P       | 12  | 7   | 4   | 3   | 5   | DNF | DNF | 14  |     |
| 2025    | Ferrari AF Corse | Ferrari 499P       | KAT | IMO | SPA | LEM | SAO | AUS | FUJ | BAH |     |
| 2025    | Ferrari AF Corse | Ferrari 499P       | 3   | 1   | 1   | 3   | 11  |     |     |     |     |